# Bombardements de Kiev
Pour les articles homonymes, voir Bataille de Kiev.
Pour un article plus général, voir Offensive de Kiev.
 (mai 2023).
Invasion de l'Ukraine par la Russie de 2022
Batailles
Offensive de Kiev (Jytomyr, Kiev) : 
- 1re Hostomel
- Tchernobyl
- Ivankiv
- Kiev
- 2e Hostomel
- Vassylkiv
- Boutcha
- Irpin
  - Bombardement de réfugiés
- Jytomyr
- Mochtchoun
- Makariv
- Brovary

Offensive du Nord (Tchernihiv, Soumy) :
- Hloukhiv
- Slavoutytch
- Bombardements
- Soumy
- Trostianets
- Tchernihiv
- Okhtyrka
- Lebedyn
- Konotop
- Romny
- Desna
- Escarmouches frontalières

Russie  (Briansk, Belgorod) :
- Incursions en Russie occidentale
  - Oblast de Briansk
  - Oblasts de Belgorod et de Koursk
    - Incursions de 2024

  - Bombardement de Belgorod
- Oblast de Koursk (août 2024)

Campagne de l'Est (Donetsk, Louhansk, Kharkiv)
Kharkiv :
- 1re Kharkiv
  - Tchouhouïv
  - Bombardements : en février
  - en mars
  - en avril
  - du bâtiment administratif
- Izioum
- 2e Kharkiv
  - Balaklia
  - 1re Koupiansk
  - Chevtchenkove
- 3e Kharkiv

Nord du Donbass:
- Starobilsk
- Sloviansk
  - Dovhenke
  - 1re Lyman
  - Sviatohirsk
  - Bohorodychne et Krasnopillia
  - Bombardements : Bilohorivka
  - Kramatorsk
- Sievierodonetsk
  - Kreminna
  - Donets
  - Roubijné
  - Popasna
  - Tochkivka
  - Massacre
- Lyssytchansk
- 2e Kharkiv
  - Balaklia
  - 1re Koupiansk
  - Chevtchenkove
  - 2e Lyman
- Oblast de Louhansk
  - Ligne Svatove-Kreminna
  - Serebryansky
  - 2e Koupiansk

 Centre du Donbass:
- Horlivka
- Popasna
- Svitlodarsk
- Bakhmout
  - Soledar
- Siversk
- Tchassiv Iar
- Toretsk

Sud du Donbass :
- Volnovakha
- Marioupol
  - Bombardements : de l'hôpital
  - du théâtre
  - de l'école d'art
- Pisky
- Vouhledar
  - Pavlivka
- Marïnka
- Contre-offensive de 2023
- Avdiïvka
- Novomykhaïlivka
- Pokrovsk
  - Krasnohorivka
  - Toretsk
- Bombardements :
- Makiïvka
- Donetsk

Campagne du Sud (Mykolaïv, Kherson, Zaporijjia)
- 1re Kherson
- Odessa
- Melitopol
- Mykolaïv
  - Bombardements : à fragmentation
  - du bâtiment administratif
- 1re Berdiansk
- Zaporijjia
- Tchornobaïvka
- Enerhodar
- Voznessensk
- Houliaïpole
- Davydiv Brid
- 2e Berdiansk
- Nova Kakhovka
- 2e Kherson
  - Doudtchany
- Dniepr
- Tchoulakivka
- Contre-offensive de 2023
  - Robotyne

Frappes aériennes dans l'Ouest et le Centre de l'Ukraine
- Lviv (02/2022)
- Vinnytsia (03/2022)
- Yavoriv (03/2022)
- Deliatyne (03/2022)
- Dnipro

Guerre navale
- Île des Serpents (02/2022)
- Moskva (04/2022)

Attaques en Crimée
- Novofedorivka (08/2022)
- Djankoï (08/2022)
- Pont de Crimée (10/2022)
- Base navale de Sébastopol (10/2022)
- Pont de Crimée (07/2023)
- Base navale de Sébastopol (09/2023)

Débordement
- Aéroport de Millerovo
- Sabotages en Russie
- Attaques en Transnistrie
- Sabotage des gazoducs Nord Stream
- Terrain d'entraînement militaire de Soloti
- Explosions en Pologne
- Bases aériennes de Dyagilevo et Engels-2
- Base aérienne de Minsk-Matchoulichtchi
- Crise russo-moldave de 2023
  - Accusations de tentative de coup d'État en Moldavie
- Incident de drone de 2023 en mer Noire
- Rébellion du groupe Wagner

Massacres
- Tchernihiv
- Boutcha
- Borodianka
- Olenivka
- Izioum

Les bombardements de Kiev sont une suite de bombardements de la ville se déroulant lors de l'invasion russe de l'Ukraine en 2022.

## Contexte
À la suite des tensions entre la Russie et l’Ukraine (crise diplomatique russo-ukrainienne de 2021-2022), Vladimir Poutine donne l’ordre le 24 février 2022 aux environs de 4 heures du matin, de procéder à l'invasion de l’Ukraine via la Biélorussie et le Donbass pour atteindre la ville de Kiev, la capitale.

## Prélude
Au petit matin du 24 février, les forces militaires russes ont commencé à mener des frappes d'artillerie et de missiles contre des cibles dans l'oblast de Kiev, y compris sur l'aéroport international de Boryspil, qui est le principal aéroport de Kiev. La situation à Kiev est similaire à celle de l'ensemble du pays, à savoir que « les défenses aériennes de l'Ukraine sont maintenant éliminées et ils n'ont plus de force aérienne pour se protéger. La Russie a désormais une supériorité aérienne totale » selon un haut responsable du renseignement occidental.
Dans l'après-midi, les forces russes venues de Biélorussie ont traversé la frontière ukrainienne et sont entrées dans l'oblast de Kiev par le nord. Les Ukrainiens annoncent avoir perdu le contrôle de la centrale nucléaire de Tchernobyl, située près de la frontière, après d'intenses combats. En début d'après-midi, des parachutistes russes prennent le contrôle de l'aéroport de Hostomel à l'aide de dizaines d'hélicoptères de types Mil Mi-8, Mil Mi-28, Ka-50 et Ka-52 ,.
Le 25 février, les forces russes sont arrêtées plus au nord à Ivankiv à la suite du sabotage d'un pont,. Les combats se sont poursuivis jusqu'au soir. Dans la nuit du vendredi 25 février, plusieurs bombardements surviennent dans le centre de Kiev, alors que les forces russes continuent leur progression, notamment par le Nord et le Nord-Est du pays, direction vers laquelle les soldats ukrainiens relocalisent leur attention[réf. nécessaire].

## Déroulement

### 2022
Au début de l'après-midi les forces russes commencent à pénétrer dans la capitale ukrainienne. Cependant, les réels affrontements débuteront entre 19 h et 20 h.
Des coups de feu sont entendus à 7,5 km des bâtiments gouvernementaux.
De violents échanges de tirs et d’explosions entre soldats russes et soldats ukrainiens accompagnés de civils ukrainiens armés ont lieu dans la nuit du 25 au 26 février dans Kiev et sa banlieue.
Un couvre-feu a débuté samedi 26 février à 17 h, il se termine à 8 h lundi. La mobilisation a permis d'armer une partie de la population civile pour permettre une meilleure défense, les civils armés se joindront aux forces militaires pour la défense de la capitale.

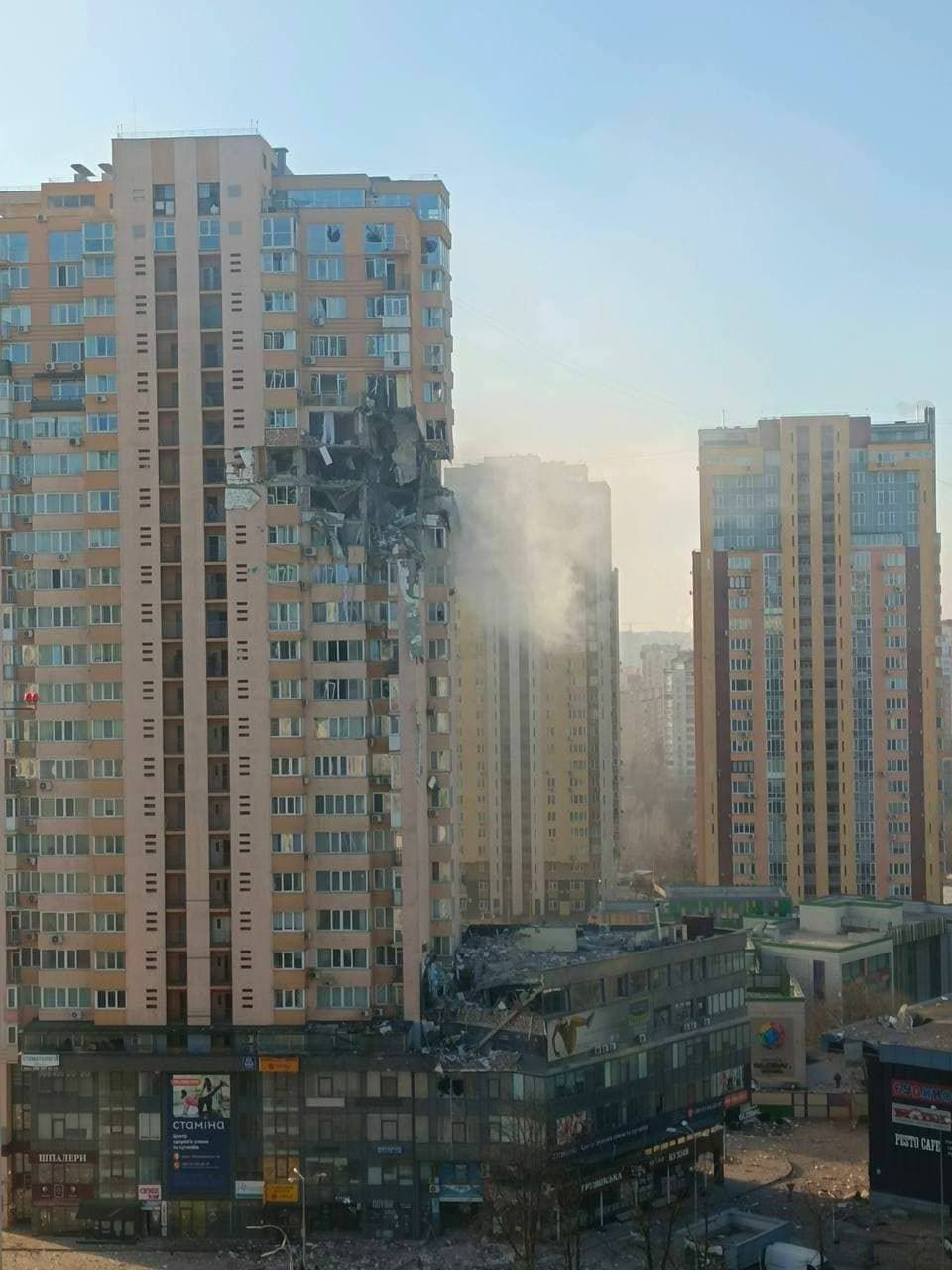
Site d'une frappe de missile contre un immeuble de Kiev le 26 février.

Plusieurs missiles ont été lancés sur la capitale Kiev par les forces armées russes et ont frappé de nombreux bâtiments. La mort de deux personnes a  été confirmée. Plus d'une douzaine de personnes ont été blessées dans les combats urbains.
Le 27 février, le maire de Kiev indique que la ville est « encerclée » par l'armée russe et que les civils ne peuvent plus être évacués en dehors de la ville. Il ajoute que les habitants ont encore de l’électricité, de l’eau et du chauffage, mais que les infrastructures pour acheminer la nourriture et les médicaments ont été détruites. Ces propos sont démentis par la suite dans un communiqué.
Le 28 février, des images satellites montrent un important déploiement de forces de plus de cinq kilomètres de long dans un convoi au nord-est d'Ivankiv, se déplaçant en direction de Kiev à environ 60 kilomètres au sud. Le convoi contient du carburant, de la logistique et des véhicules blindés.
Le 1er mars, le ministère russe de la Défense a averti les civils qu'ils avaient l'intention de cibler les installations de transmission ukrainiennes autour de Kiev et que tous les résidents à proximité devaient quitter la zone. Quelques heures plus tard, un missile russe frappe la tour de télévision de Kiev, coupant les émissions de télévision, tuant cinq personnes et en blessant cinq autres. Le Babi Yar Holocaust Memorial Center a confirmé qu'un deuxième missile destiné à la tour avait accidentellement touché le mémorial commémorant le massacre de Babi Yar. Une frappe aérienne russe a également touché une maternité, l'endommageant. Des témoins ont déclaré que tout le monde à l'intérieur du bâtiment (y compris les bébés) a dû être évacué vers une église voisine, car la clinique ne disposait pas d'abri antiaérien.
Les bombardements russes frappent les quartiers de Rousanivka et Kourenivka et les banlieues de Boïarka et Vychneve, ainsi que la zone autour de l'aéroport international de Kiev.
Le 2 mars, l'armée russe essaie d'encercler la capitale et de renforcer le blocus. Le chef du renseignement des Forces de défense estoniennes, Margo Grosberg, a estimé que le convoi russe qui avançait arriverait d'ici deux jours dans la banlieue extérieure de Kiev et essaierait d'assiéger la ville. Le président polonais Andrzej Duda a déclaré que le Président Zelensky lui avait dit que les forces ukrainiennes ne se retireraient pas de Kiev.
Le 3 mars, les forces armées russes utilisent l'artillerie de roquettes pour frapper des maisons ukrainiennes et les principaux bâtiments publics. Ils tirent aussi des missiles sur les édifices gouvernementaux et les stations de télévisions. On estime qu'environ 15 000 personnes vivent à l'abri, dans les stations de métro.
Le 4 mars, les missiles sont de plus en plus utilisés pour bombarder les édifices civils et les maisons, contrairement à ce que disent les russes qui affirment que les missiles sont lancés uniquement sur des sites militaires. Ils intensifient aussi l'utilisation d'armes à sous-munitions.
Le 5 mars, on observe que le convoi fait très peu de progrès et selon les autorités ukrainiennes, les forces russes ont des problèmes logistiques, un moral bas et font face à une résistance acharnée des Ukrainiens. Un responsable américain de la défense a déclaré aux journalistes qu'il y avait des signes de problèmes de moral chez les troupes russes dont un grand nombre sont des conscrits. Les Russes souffrent également d'un manque d'essence, de nourriture et de pièces de rechange.

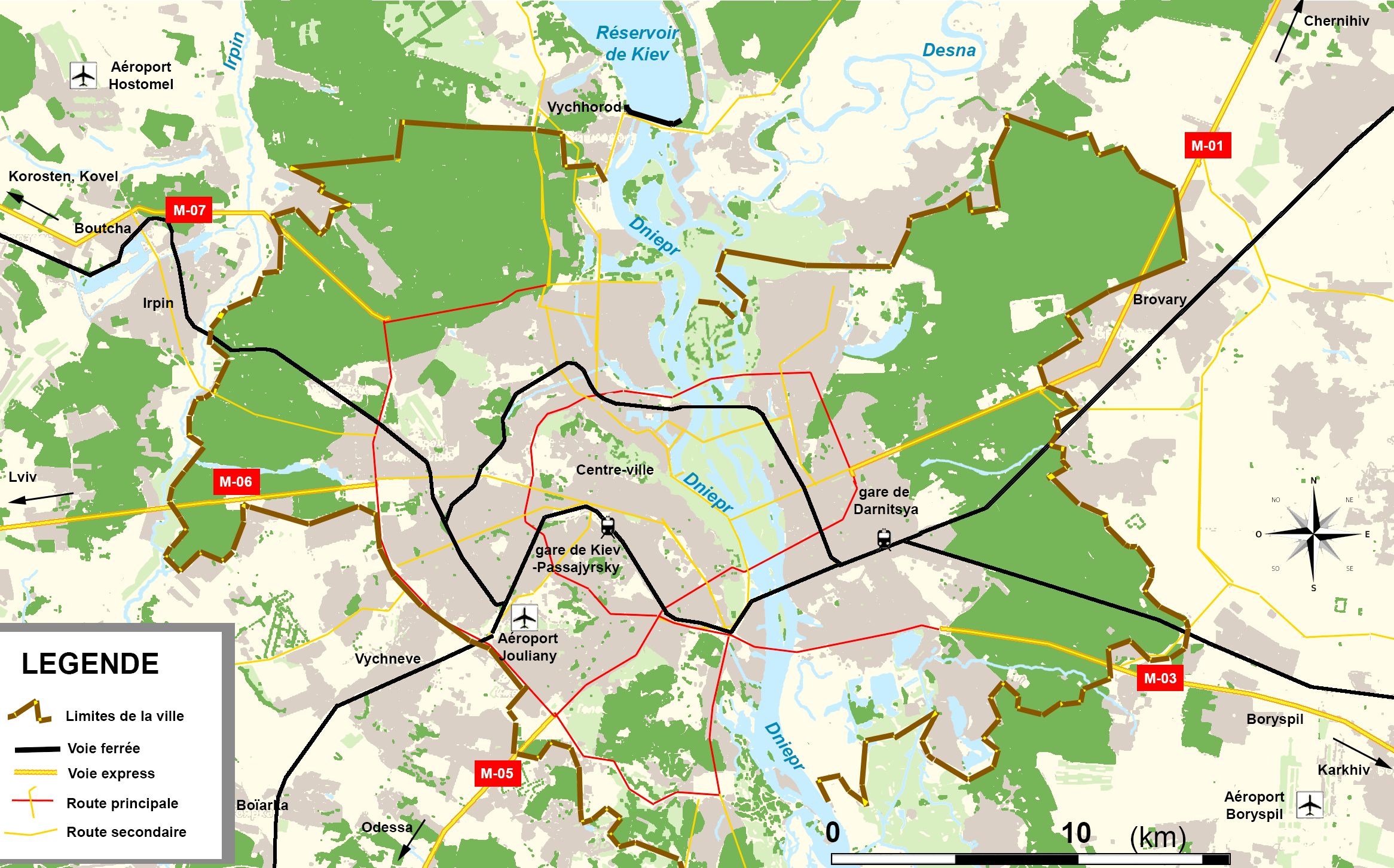
Carte de la ville de Kiev et de sa proche banlieue.

Les habitants de Kiev s'organisent pour défendre la ville contre l'invasion. 18 000 personnes se sont engagées dans la Défense territoriale ukrainienne. Des civils prennent en charge des tâches logistiques et de soutien aux combattants.
Le 10 mars, le maire de Kiev, Vitali Klitschko, déclare dans une interview télévisée que la moitié de la population de la capitale a pris la fuite depuis le début de l'invasion, soit un peu moins de 2 millions de personnes. Selon lui, Kiev est défendue comme une forteresse.

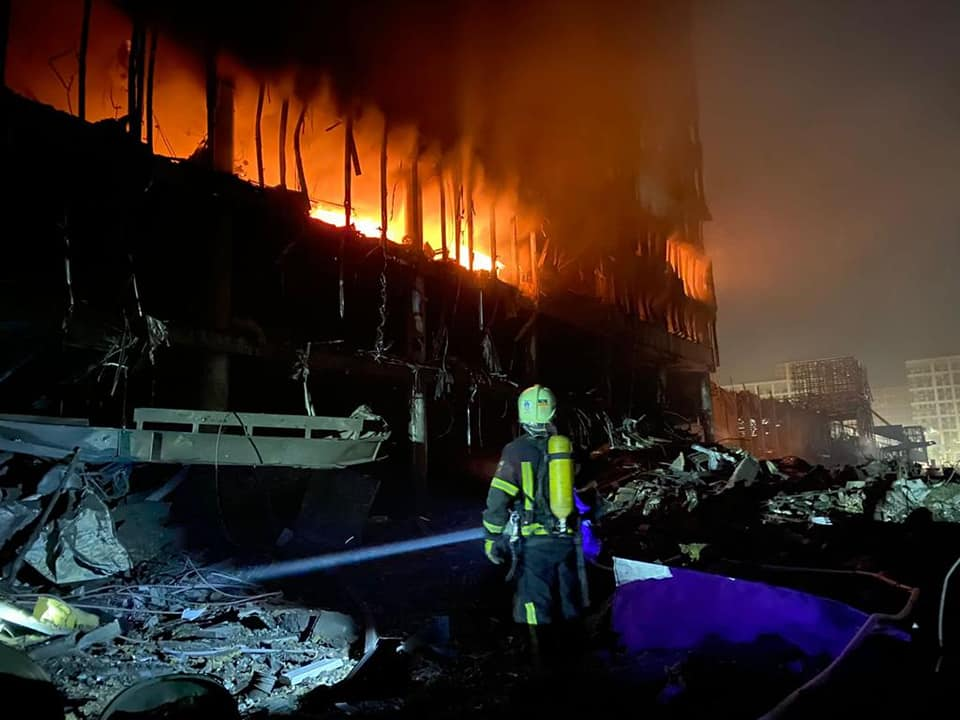
Le centre commercial en feu après la frappe aérienne.

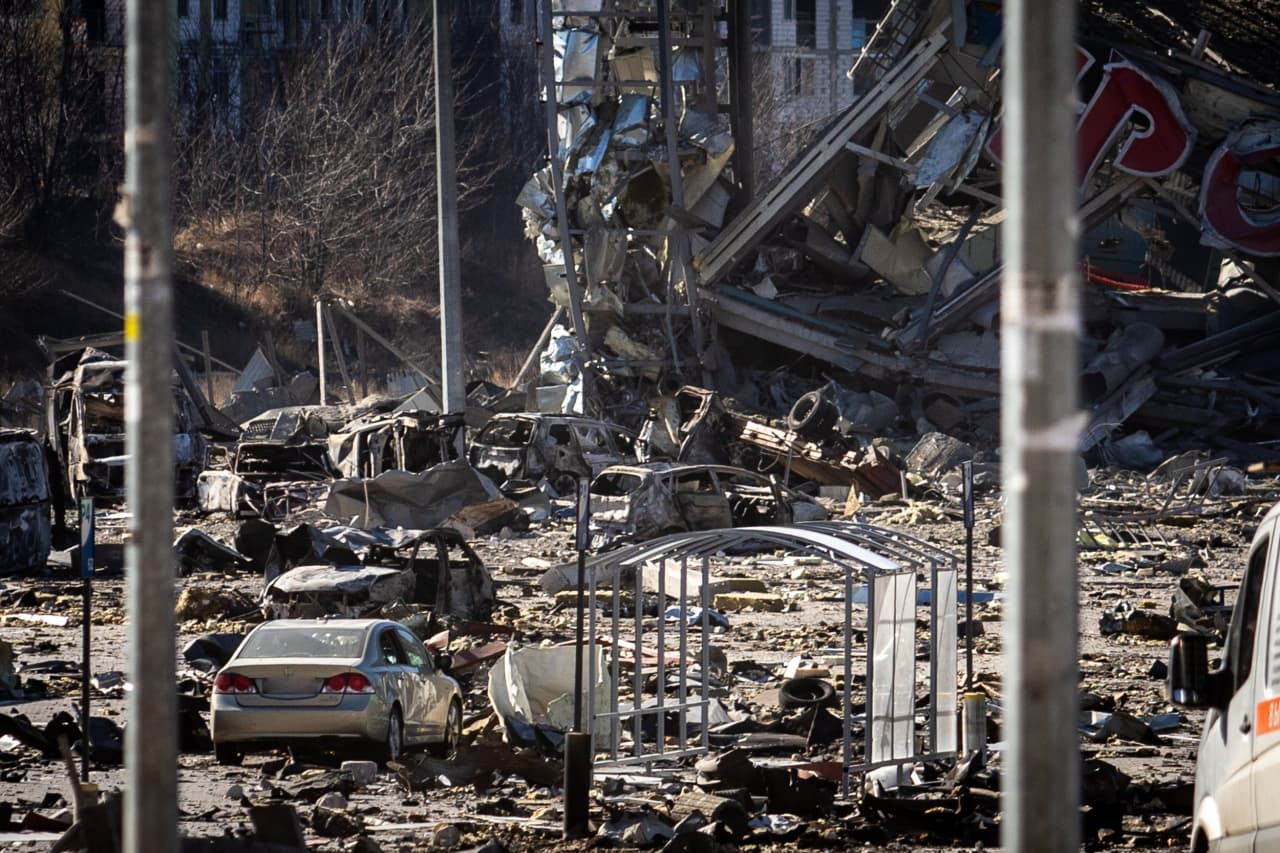
Suite du bombardement

Dans la soirée du 20 mars 2022, les forces armées russes bombardent Retroville, un centre commercial de la capitale ukrainienne construit en 2020 et qui abrite 250 magasins,. Les services d'urgence ukrainiens reçoivent des informations faisant état d'un incendie dans le centre commercial à 22:48. Le complexe est totalement détruit, les bâtiments voisins gravement endommagés et au moins huit personnes ont été tuées. 
Le siège social de la chaîne de supermarchés Novus, situé dans le centre des affaires, a été "presque complètement détruit"r Leur supermarché phare, situé dans le centre commercial, a également été touché, des plafonds se sont effondrés et il y a d'autres dommages structurelsr. Selon le ministère russe de la Défense, l’établissement était vacant et servait de dépôt d’armements et de munitions y compris les lance-roquettes multiples BM-21 Grad et a fourni des images de drones de ce que le ministère a décrit comme un système ukrainien de lance-roquettes multiples (MLRS) tirant et retournant vers le centre commercial, avant d'être détruit par un missile russe. Le lendemain de la frappe, les autorités ukrainiennes ont arrêté un homme qui, selon elles, a partagé des images montrant des véhicules militaires ukrainiens garés près du centre commercial sur TikTok fin février ; les autorités ont averti les Ukrainiens de ne pas publier d'informations sur les mouvements militaires ukrainiens,. Le maire de Kiev, Vitali Klitschko, a réagi à cette attaque en annonçant un nouveau couvre-feu qui durera jusqu'au mercredi 23 mars.
Le 25 mars, l'armée ukrainienne repousse les forces russes vers l'est du pays et réussit à contrôler une des routes principales vers Kiev.
Le 2 avril, l'armée ukrainienne a repris le contrôle de l'ensemble de l'oblast de Kiev : des preuves montrent que les forces ukrainiennes ont repris tout l'arrondissement de Pripyat qui borde la Biélorussie.
En avril, Kiev est à nouveau bombardée à plusieurs reprises,, puis en juin, faisant plusieurs morts,.

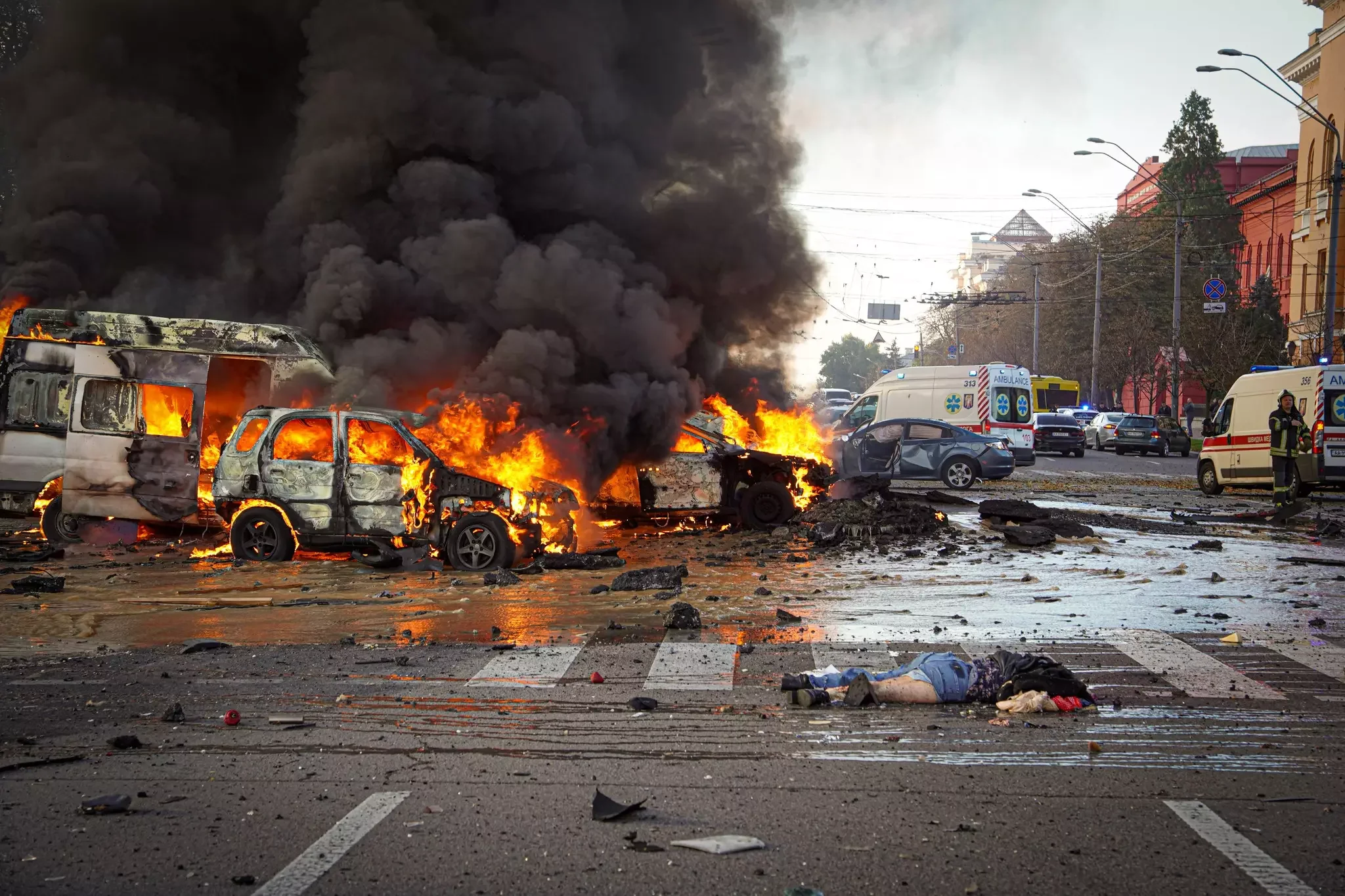
Attaque sur le centre-ville.

Dans la matinée du 10 octobre 2022, après l'annonce d'une alerte aérienne à grande échelle, plusieurs explosions ont retenti dans les raïons de Chevtchenko et Solomyanka à Kiev,. Un missile a endommagé le pont de Verre de Kiev.
Selon Rostyslav Smirnov, conseiller du ministre de l'Intérieur de l'Ukraine, au moins 24 personnes ont été blessées et 8 ont été tuées, à la suite de plusieurs frappes dans différents endroits de Kyiv,. Les rames de métro ont cessé de fonctionner et les tunnels sont devenus les abris des citoyens.
De nouveaux bombardements aux drones kamikaze ont lieu le 17 octobre, faisant huit morts.

### 2023
Le 28 mai 2023, pour la quatorzième fois durant ce mois de mai, la Russie a lancé une nouvelle attaque aérienne sur Kiev,.

### 2024
Le 8 juillet 2024, la Russie cible de nombreuses villes, a Kiev au moins 11 personnes décèdent de ces frappes.